# Idaea rufobrunaria
Idaea rufobrunaria är en fjärilsart som beskrevs av Hörhammer 1933. Idaea rufobrunaria ingår i släktet Idaea och familjen mätare. Inga underarter finns listade i Catalogue of Life.